# Callicarpa
Callicarpa es un género de pequeños árboles perteneciente a la familia  Lamiaceae. Comprende 324 especies descritas y de estas, solo 170 aceptadas.

## Distribución
Son nativos del este y sudeste de Asia (donde se encuentran la mayoría de las especies), Australia, sudeste de Norteamérica y Centroamérica.  

## Descripción
Las especies de zonas templadas tienen las hojas caducas y la de climas tropicales son perennes. Las hojas son simples, opuestas con 5-25 cm de longitud. Las flores se encuentran en racimos axilares blancos o rosáceos. La fruta es una baya, de 2-2,5 mm color rosa a rojo-púrpura con lustre metálico, son muy visibles en racimos en las ramas peladas cuando caen las hojas. Las bayas duran el invierno o estación seca, siendo un alimento importante para la supervivencia de pájaros y otros animales. Las bayas son astringentes.
Las especies Callicarpa son usadas como alimento por las larvas de algunas Lepidoptera incluyendo especies como Endoclita malabaricus y Endoclita undulifer. Algunas como C. boudinieri, americana o japónica son cultivadas como ornamentales en jardines y se ha seleccionado un cultivar de bayas blancas. La coloración otoñal de las hojas en las especies caducas suele tender hacia tonos amarillo rosados a sepia, a menudo llamativos aunque de escasa duración, las bayas sin embargo tienen un color metálico muy vistoso a finales del otoño (en el hemisferio N) y son la principal causa de que se plante en jardines ya que las flores son pequeñas y en sí poco ornamentales.

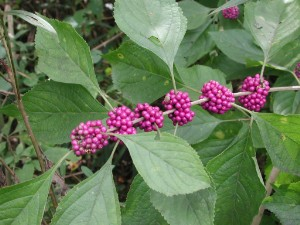
Callicarpa americana (American Beautyberry)
Hemingway, Carolina del Sur.

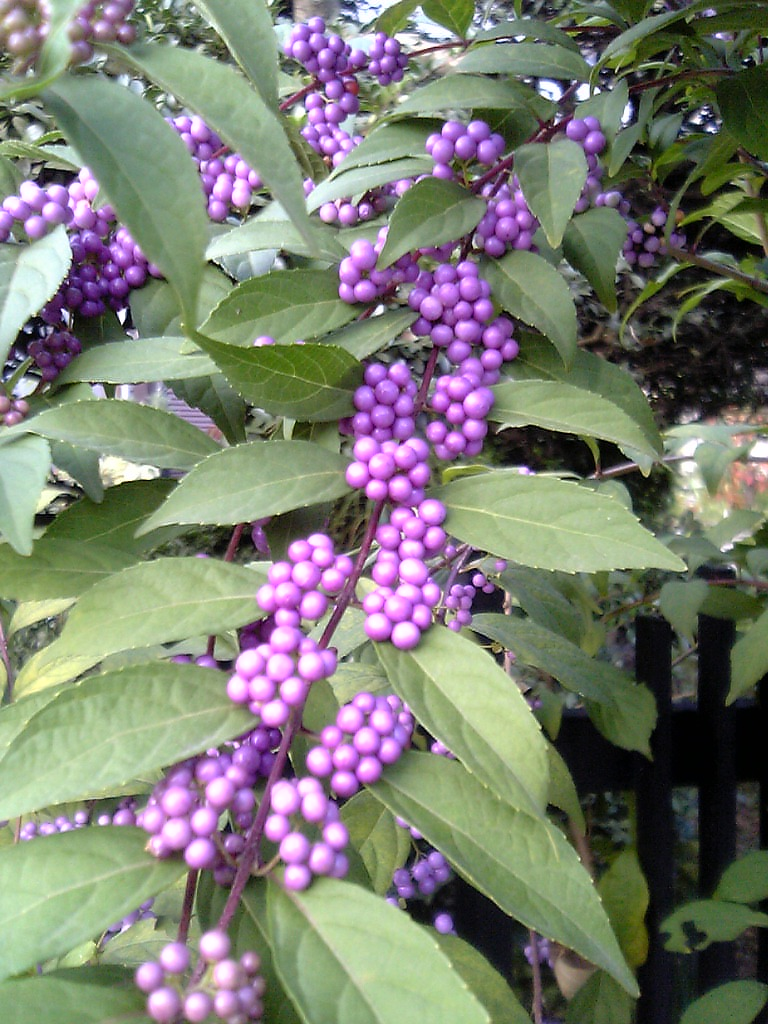
Callicarpa japónica.

## Taxonomía
El género fue descrito por Carlos Linneo y publicado en Species Plantarum 1: 111. 1753. La especie tipo es: Callicarpa americana

## Especies seleccionadas
- Callicarpa ampla
- Callicarpa americana
- Callicarpa bodinieri
- Callicarpa cathayana (China)
- Callicarpa dichotoma (China, Japón)
- Callicarpa formosana (Taiwán)
- Callicarpa japonica (Japón)
- Callicarpa kwangtungensis (China)
- Callicarpa longifolia (China)
- Callicarpa macrophylla (India a Malasia)
- Callicarpa mollis (Japón, Corea)
- Callicarpa nudiflora  (China)
- Callicarpa pedunculata (Australia)
- Callicarpa rubella (Asia)
- Callicarpa shikokiana (Japón)